# Stoa
Stoa je izraz v starogrški arhitekturi za podolgovato stebrno dvorano ob trgu, po kateri so potekale pešpoti in so se običajno ljudje srečevali ter razpravljali o javnih zadevah. Grška agora je bila običajno obdana s stoami.
Stoa je zgradba, pri kateri je zelo poudarjena dolžina glede na višino in širino.
Zgodnje stoe so bile odprte s stebri v dorskem slogu in obrobljene s stavbami. Tako je bilo ustvarjeno prijetno, varno vzdušje. Lahko je bila pritlična ali nadstropna. Ti objekti so bili odprti za javnost; trgovci so lahko prodajali svoje blago, umetniki razkazovali svoja umetniška dela, tu so se zbirali verniki. Stoe so bile v velikih mestih navadno obdane s tržnicami.
Poznejše stoe so bile zgrajene v dveh delih, imele so streho, podprto z notranjimi kolonadami, kjer so bile trgovine ali včasih pisarne, v jonskem slogu. Arhitekti so pogosto uporabili dolgo stebriščno lopo, da so poudarili monumentalnost stavbe.

## Stoa v Ljubljani
Jože Plečnik je zamejil obrežje Ljubljanice med Tromostovjem in Zmajskim mostom z monumentalno linijo zgradbe, ki ima s strani vode videz obrambnega zidu, s strani tržnice pa obliko grške stoe. Ob Tromostovju je cvetlični paviljon, nadaljuje se z nižjo lopo na stebrih, pokrita je z enokapno streho, za tem pa sledita dva dolga objekta s tržnicami, med katerima je presledek za Mesarski most. Objekta sta nekoliko ukrivljena in sledita obliki rečnega brega. Za stebre in okenske okvire je arhitekt uporabil umetni kamen, za podnožje in čelne stene grobo obdelan kamen ter betonske strešnike za streho. Zanimiva je kombinacija kolonad na sprednji fasadi in arkadnih oken na notranji steni.

## Znamenite stoe
- Pojkilova stoa na severni strani stare agore v Atenah, po njej se v filozofiji imenuje stoicizem
- Atalova stoa, dvonadstropna na vzhodni strani agore
- Bazilejska stoa (Kraljeva stoa) na severovzhodnem vogalu agore
- Zevsova stoa (Elevterij)v Atenah, dvoladijska
- Amfiarajska stoa, na vzhodni strani svetišča Amfiaraj, jugovzhodno od gledališča
- Atenska stoa